# 159e brigade d'infanterie (Royaume-Uni)
Pour les articles homonymes, voir 159e brigade.
La  159e brigade d'infanterie britannique (en anglais 159th Infantry Brigade)  est une brigade d'infanterie de la British Army (armée de terre britannique), constituée au cours de la Seconde Guerre mondiale et dissoute à la fin de celle-ci. Elle participa notamment à la bataille de Normandie.